# Булок (Горња Гарона)
Булок (фр. Bouloc) насеље је и општина у јужној Француској у региону Миди Пирене, у департману Горња Гарона која припада префектури Тулуз.
По подацима из 2011. године у општини је живело 4144 становника, а густина насељености је износила 223,4 становника/km². Општина се простире на површини од 18,55 km². Налази се на средњој надморској висини од 196 метара (максималној 226 m, а минималној 127 m).

## Демографија
| 1962. | 1968. | 1975. | 1982. | 1990. | 1999. | 2011. |
| ----- | ----- | ----- | ----- | ----- | ----- | ----- |
| 668   | 770   | 1.084 | 1.925 | 2.257 | 2.925 | 4.144 |

График промене броја становника у току последњих година